# 帕洛拉縣

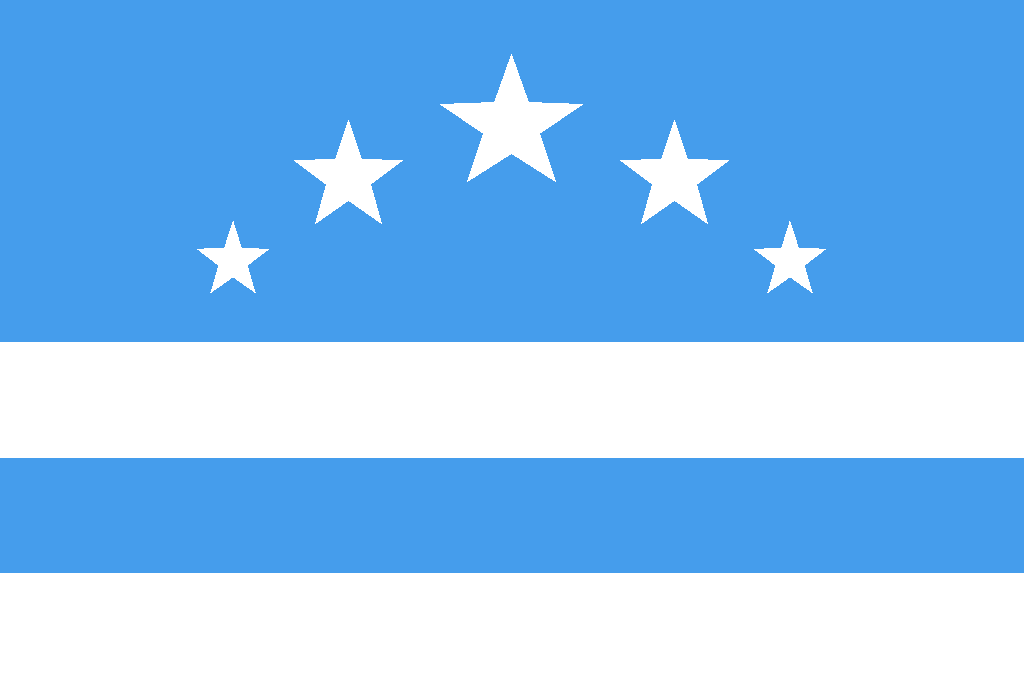
帕洛拉县旗

1°42′0″S 77°56′24″W / 1.70000°S 77.94000°W
帕洛拉縣（西班牙語：Cantón Palora），是厄瓜多爾的縣份，位於該國東南部，由莫羅納-聖地亞哥省負責管轄，面積1,436平方公里，2001年人口6,317，人口密度每平方公里4.4人。